# Marc-Gilbert Sauvajon
Ne doit pas être confondu avec Marc Gilbert.
Marc-Gilbert Sauvajon est un dramaturge, adaptateur, scénariste, dialoguiste et réalisateur français, né le 25 septembre 1909 à Valence, mort le 15 avril 1985 à Montpellier. Il est enterré dans le cimetière de Tain-L’Hermitage (Drôme).

## Biographie
Il fait ses études au Collège des Chartreux à Lyon, puis fait son Droit à Lyon et Paris, obtient son doctorat en Droit, puis prépare l’École des Sciences politiques. Comprenant qu'il ne fera pas une grande carrière diplomatique, il revient à Valence où il devient journaliste.
En 1947, il racontait à Filmagazine : "J’ai été rédacteur à L’Éclaireur du Sud- Est. Puis rédacteur en chef... et le journal a fait faillite, ce qui n'est d’ailleurs qu’une simple coïncidence ! J'ai fondé alors un journal : Le Valence Républicain, tandis que je faisais mes débuts d’auteur dramatique [...]"
Il écrit une première pièce, La Belle du Château, qu'il envoie au directeur de la Comédie Mondaine, Pierre Poncet : ce dernier avait fait un appel à manuscrits. La pièce est créée en 1936 sous le titre de : La tour prend garde, et reçoit un bon accueil critique même si ce n'est pas un succès commercial.
Persuadé qu'il faut écrire sur mesure pour un comédien célèbre, il choisit Victor Boucher (qu'il ne connaît pas personnellement) et écrit L'Amant de Paille. Le comédien prend connaissance de la pièce et la fait lire à Pierre Fresnay. Ce dernier le recommande à Jean Wall, qui crée la pièce au Théâtre Michel en 1939. C'est Jean-Pierre Aumont qui joue le rôle initialement pensé pour Victor Boucher. (La pièce est adaptée au cinéma sous le même titre, L'Amant de Paille, en 1950.) C'est le premier succès d'une carrière d'auteur dramatique et d'adaptateur qui en compte de très nombreux, comme Treize à table. On a qualifié ainsi ses pièces de boulevard : "de fort bonne écriture, aux dialogues vifs" ; elles seraient "d'un moraliste sceptique et souriant".

Interrogé sur sa méthode de travail, Marc-Gilbert Sauvajon répondait en 1966 : 
Je commence par résumer les actes avec des répliques. Qui, je vois tout de suite le point culminant d'une scène je ne vois que cela d'ailleurs : je le note en trois répliques ! Et ainsi de suite de toute la pièce...

J'écris très vite; on n'écrit jamais assez vite. Car il y a des éclairs qu'on ne retrouve plus. Je me suis endormi en pensant à de très bonnes répliques qu'il m'a été impossible ensuite de reconstituer exactement. [...] [Il] m'est difficile d'arrêter un sujet absolument original. J'ai malheureusement la mémoire de mes lectures, et lorsque j'établis un argument, il m'arrive souvent, à la réflexion, d'y trouver une réminiscence. Alors, je l'abandonne... J'en ai beaucoup comme cela dans mes tiroirs...
Selon ses dires, il a collaboré à plus de soixante films, en tant que scénariste, dialoguiste ou réalisateur.
Il débute au cinéma "avec un film sur le retour à la terre, tourné par Jean-Pierre Ducis avec Charles Vanel", Après l'orage, mais se fait connaître grâce à ses scénarios pour Promesse à l'Inconnue et L'Inévitable Monsieur Dubois. Plusieurs de ses pièces ont été adaptées au cinéma, parfois par lui-même. Il a également écrit pour la télévision.
Il a obtenu le Grand Prix Courteline en 1959 pour son ouvrage sur l'histoire du théâtre : 3 000 ans dans un fauteuil (Paris, Calman-Lévy, 1958).
Parmi ses succès, on compte Le Triomphe de Michel Strogoff, avec Curd Jurgens, la pièce de Boulevard Treize à table et de nombreux tournages avec Maurice Chevalier.

## Vie privée
Il épouse Lucienne Chambon en 1943. Le couple a eu un fils, Claude.
Dans sa notice du Who's Who in France, il se déclare collectionneur de meubles anciens et de livres.

## Théâtre

### Auteur
- 1936 : La tour prend garde de Marc-Gilbert Sauvajon, avec Annie Ducaux et Paul Bernard (acteur).
- 1939 : L'Amant de paille en collaboration avec André Bost[8], mise en scène Jean Wall, théâtre Michel[9] ; reprise en 1946 au théâtre Daunou, puis en 1949 par les tournées Alexandre en province avec Jacqueline Chambord et Jean Dannet.

- 1945 : Au petit bonheur de Marc-Gilbert Sauvajon, mise en scène Fred Pasquali, théâtre Gramont, avec Odette Joyeux, Jean Marchat, Sophie Desmarets et Gérard Philipe[10]. Daniel Gélin succèdera à Gérard Philipe.
- 1943 : L'oiseau de verre, Théâtre Michel (23 octobre)[11]
- 1943 : Rêves à forfait de Marc-Gilbert Sauvajon, théâtre Daunou (2 décembre : répétition générale ; 3 décembre: première)[12]

- 1948 : Au petit bonheur de Marc-Gilbert Sauvajon, mise en scène de Fred Pasquali, Théâtre de la Potinière[13].
- 1951 : Tapage nocturne de Marc-Gilbert Sauvajon, mise en scène Jean Wall, théâtre Édouard VII
- 1953 : Treize à table de Marc-Gilbert Sauvajon, mise en scène de l'auteur, théâtre des Capucines (22 janvier)
- 1954 : Adorable Julia en collaboration avec Guy Bolton d'après Somerset Maugham, mise en scène Jean Wall, théâtre du Gymnase
- 1957 : Ne quittez pas... en collaboration avec Guy Bolton, mise en scène Marc-Gilbert Sauvajon, théâtre des Nouveautés

- 1962 : Au petit bonheur de Marc-Gilbert Sauvajon, mise en scène Jean-Michel Rouzière, théâtre des Nouveautés
- 1963 : Bienheureuse Anaïs de Marc-Gilbert Sauvajon, mise en scène de l'auteur, théâtre Michel
- 1964 : Version grecque de Marc-Gilbert Sauvajon, mise en scène Jacques-Henri Duval, théâtre Montparnasse
- 1966 : Laurette ou l'Amour voleur de Marc-Gilbert Sauvajon et Marcelle Maurette, mise en scène Pierre Fresnay, théâtre de la Michodière
- 1967 : Demandez Vicky de Marc-Gilbert Sauvajon d'après Alan Melville et Fred Schiller, mise en scène Jacques-Henri Duval, théâtre des Nouveautés
- 1969 : Tchao ! de Marc-Gilbert Sauvajon, mise en scène Jacques-Henri Duval, théâtre Saint-Georges ; reprise en 1973

- 1970 : Une poignée d'orties de Marc-Gilbert Sauvajon, mise en scène Jacques-Henri Duval, théâtre de la Michodière
- 1973 : Le Reflet dans la mer de Marc-Gilbert Sauvajon

- 1986 : Adorable Julia en collaboration avec Guy Bolton, mise en scène Jean-Paul Cisife, théâtre Hébertot puis tournée Herbert-Karsenty

### Adaptateur
- 1946 : George et Margaret de Gerald Savory, en collaboration avec Jean Wall, mise en scène de Jean Wall, théâtre des Nouveautés (8 avril)[14]
- 1947 : Les Enfants d’Édouard d'après Love and Learn de Frederic Jackson et Roland Bottomley, mise en scène Jean Wall, théâtre de la Madeleine [15]

- 1950 : George et Margaret de Gerald Savory en collaboration avec Jean Wall, mise en scène de Jean Wall, théâtre Daunou
- 1950 : Ninotchka de Melchior Lengyel, avec Sophie Desmarets,  théâtre du Gymnase[16]
- 1954 : L’Amour des quatre colonels de Peter Ustinov, mise en scène Jean-Pierre Grenier, théâtre Fontaine
- 1956 : La Gueule du loup de Stephen Wendt, mise en scène Marc-Gilbert Sauvajon, théâtre de la Porte-Saint-Martin
- 1959 : Le Vélo devant la porte d'après Desperate Hours de Joseph Hayes, mise en scène Jean-Pierre Grenier, théâtre Marigny
- 1959 : La Collection Dressen d'après Harry Kurnitz, mise en scène Jean Wall, théâtre de la Madeleine puis théâtre des Célestins en 1960

- 1963 : Mary-Mary de Jean Kerr, mise en scène Jacques-Henri Duval, théâtre Antoine
- 1965 : Je veux voir Mioussov de Valentin Kataiev, mise en scène Jacques Fabbri, théâtre des Nouveautés

- 1970 : Les Enfants d'Édouard de Marc-Gilbert Sauvajon, mise en scène Jean-Paul Cisife, théâtre des Bouffes-Parisiens
- 1979 : Je veux voir Mioussov de Valentin Kataiev, mise en scène Jacques Fabbri, théâtre du Palais-Royal, puis théâtre des Variétés en 1980

- 1980 : Au théâtre ce soir : Ninotchka de Melchior Lengyel, mise en scène Jacques Ardouin, réalisation Pierre Sabbagh, théâtre Marigny
- 1983 : Ne coupez pas mes arbres (Lloyd George Knew My Father) de William Douglas Home
- 1984 : Le Canard à l'orange (The Secretary Bird) de William Douglas Home

### Metteur en scène
- 1953 : C'est écrit dans les étoiles, opérette, théâtre de Paris
- 1953 : Treize à table de Marc-Gilbert Sauvajon, théâtre des Capucines
- 1956 : La Gueule du loup de Stephen Wendt et Marc-Gilbert Sauvajon, théâtre de la Porte-Saint-Martin
- 1957 : Ne quittez pas... de Marc-Gilbert Sauvajon et Guy Bolton, théâtre des Nouveautés

- 1963 : Bienheureuse Anaïs de Marc-Gilbert Sauvajon, théâtre Michel
- 1967 : Au théâtre ce soir : Treize à table de Marc-Gilbert Sauvajon, réalisation Pierre Sabbagh, théâtre Marigny

## Cinéma

### Réalisateur
- 1949 : Bal Cupidon

Le Roi
- 1950 : Mon ami Sainfoin

Ma pomme
- 1951 : Tapage nocturne

### Scénariste
- 1943 : L'Inévitable Monsieur Dubois de Pierre Billon - également dialoguiste
- 1945 : La Tentation de Barbizon de Jean Stelli

Fille du diable d'Henri Decoin
- 1946 : Adieu chérie de Raymond Bernard
- 1947 : La Nuit de Sybille de Jean-Paul Paulin

Non coupable d'Henri Decoin
- 1949 : Jo la Romance de Gilles Grangier
- 1951 : Mon phoque et elles de Pierre Billon
- 1954 : La Belle Otero de Richard Pottier
- 1955 : La Madelon de Jean Boyer
- 1956 : Michel Strogoff de Carmine Gallone d'après Jules Verne
- 1957 : Sous le ciel de Provence de Mario Soldati
- 1961 : Le Triomphe de Michel Strogoff de Victor Tourjansky
- 1962 : Lemmy pour les dames de Bernard Borderie, d'après Peter Cheyney
- 1963 : À toi de faire... mignonne de Bernard Borderie

### Dialoguiste
- 1943 : Voyage sans espoir de Christian-Jaque - également adaptation
- 1944 : Vautrin de Pierre Billon d'après trois romans de La Comédie humaine d'Honoré de Balzac
- 1944 : L'Enfant de l'amour de Jean Stelli, d'après la pièce de Henry Bataille
- 1946 : Adieu chérie de Raymond Bernard

Il suffit d'une fois d'Andrée Feix
- 1947 : La Grande Maguet de Roger Richebé
- 1948 : Si jeunesse savait d'André Cerf

Femme sans passé de Gilles Grangier
- 1952 : Ouvert contre X de Richard Pottier - également adaptation
- 1955 : Les amants du Tage de Henri Verneuil
- 1961 : L'Enlèvement des Sabines de Richard Pottier